# مایکروسافت کایزالا

مایکروسافت کایزالا

مایکروسافت کایزالا (Microsoft Kaizala) یک نرم‌افزار پیام‌رسانی و مدیریت کار ایمن (در نسخه پیشرفته Pro) برای همکاری بین کاربران در داخل و خارج از سازمان است، از جمله امکانات این نرم‌افزار امکان ارسال و دریافت پیام‌های فوری، هماهنگ‌کردن وظایف و ارسال اسناد می‌باشد. این اپلیکیشن در سال ۲۰۱۷ در هند راه اندازی شد، پس از آن به ۲۸ کشور گسترش یافت و در آوریل ۲۰۱۹ به عنوان بخشی از بسته آفیس ۳۶۵ در سطح جهانی راه اندازی شد.این نرم‌افزار در سطح بین‌المللی به جز در چند کشور به عنوان یک برنامه رایگان اندروید، iOS و وب در دسترس است.
عبارت Kai zala یک عبارت به زبان مراتی (काय झालं) است که به معنای "چه اتفاقی افتاده‌است؟" می‌باشد.
مایکروسافت کایزالا برای کار بر روی شبکه‌های 2G بهینه شده‌است تا ارتباط را در شبکه‌های با محدودیت سرعت تسهیل کند و همچنین این نرم‌افزار ویژگی‌هایی را نیز بصورت آفلاین ارائه می‌دهد. کاربران کایزالا می‌توانند از ویژگی‌های مختلف این نرم‌افزار استفاده کنند. به‌طور مثال مسئولیت‌هایی را به کارمندان میدانی خود اختصاص دهند، نظرسنجی انجام دهند و اسناد را به عنوان پیوست به اشتراک بگذارند.
در ژوئیه ۲۰۱۹، مایکروسافت اعلام کرد که قابلیت‌های Kaizala Pro به تدریج در مایکروسافت تیمز طی ۱۲ تا ۱۸ ماه آینده توسعه پیدا می‌کند تا این دو نرم‌افزار در آینده به صورت یکپارچه فعالیت کنند.